# Marc Wauters
Marc Wauters (nascido em 23 de fevereiro de 1969) é um ex-ciclista belga que foi profissional de 1991 até 2006.
Apelidado de O Soldado, foi membro da equipe Rabobank desde 1998 e teve que encerrar sua carreira devido a uma clavícula quebrada, que sofreu durante um treinamento no dia 20 de setembro de 2006.
Representou seu país, Bélgica, nos Jogos Olímpicos de Sydney 2000 e Atenas 2004, participando na prova de estrada individual e no contrarrelógio por equipes, sem qualquer sucesso.
É atual diretor esportivo da equipe belga, Lotto-Soudal.